# Rien Segers
Marinus Theodorus Maria (Rien) Segers (1947) is een Nederlands literatuurwetenschapper en hoogleraar bedrijfscultuur aan de Rijksuniversiteit Groningen. 
Segers promoveerde in 1978 aan de Universiteit Utrecht op het proefschrift "The evaluation of literary texts : an experimental investigation into the rationalization of value judgments with reference to semiotics and esthetics of reception". Hij werkte verder enige jaren in de Verenigde Staten, in China en Japan. Van 2000 tot 2012 was hij bijzonder hoogleraar "Cultuur en bedrijf, in het bijzonder bedrijfscultuur van organisaties in Japan en West-Europa". Daarnaast was hij directeur van het Center for Japanese Studies aan de Rijksuniversiteit Groningen. 

## Publicaties
- 1978 - The evaluation of literary texts : an experimental investigation into the rationalization of value judgments with reference to semiotics and esthetics of reception. Proefschrift Utrecht. Lisse : The Peter de
- 1978 - Receptie-esthetika : grondslagen, theorie en toepassing. (red.). Amsterdam : Huis aan de Drie Grachten.
- 1980 - Het lezen van literatuur : een inleiding tot een nieuwe literatuurbenadering. Baarn : Ambo.
- 1984 - Over-lezen : een methode voor het literatuuronderwijs. Leiden : Nijhoff.
- 1985 - Vormen van literatuurwetenschap : moderne richtingen en hun mogelijkheden voor tekstinterpretatie. (red.). Groningen : Wolters-Noordhoff
- 1996 - Sleutelboek Japan. Amsterdam : Balans.
- 2007 - Energy in China : an introduction to China and its contemporary energy situation.  Groningen : Energy Delta Institute.
- 2008 - A New Japan for the 21st Century.
- 2009 - Japan en de onontkoombare Aziatisering van de wereld. Amsterdam : Balans.
- 2013 - De onstuitbare opmars van Azie. Assen : Koninklijke Van Gorcum.